# Stenopus
Stenopus là một chi động vật giáp xác mười chân bơi trong họ Stenopodidae, bao gồm 11 loài, trong đó có Stenopus hispidus, một loài vật nuôi phổ biến trong bể cá. 

## Các loài
Chi Stenopus được ghi nhận bao gồm các loài sau:  
- Stenopus chrysexanthus  Goy, 1992
- Stenopus cyanoscelis  Goy, 1984
- Stenopus devaneyi  Goy & Randall in Goy, 1984
- Stenopus earlei  Goy & Randall in Goy, 1984
- Stenopus goyi  Saito, Okuno & Chan, 2009
- Stenopus hispidus  (Olivier, 1811)
- Stenopus pyrsonotus  Goy & Devaney, 1980
- Stenopus sayaensis  Chen & Chan, 2023
- Stenopus scutellatus  Rankin, 1898
- Stenopus spinosus  Risso, 1826
- Stenopus tenuirostris  De Man, 1888
- Stenopus zanzibaricus  Bruce, 1976